# 時計だらけの男
『時計だらけの男』（とけいだらけのおとこ、原題：The Man with the Watches）は、アーサー・コナン・ドイルが、ストランド・マガジン誌1898年7月号に掲載した短編小説。『時計を持った男』との訳題も用いられる。ホームズの登場は明言されないものの、『消えた臨時列車』と共に、シャーロック・ホームズシリーズの外典とされる作品である。

## あらすじ
1892年3月18日、ユーストン駅発マンチェスター行列車の発車直前に、男女2人組が現れる。2人は一等車を希望するが、最初に見つけた客室には葉巻を燻（）らす男性がおり、2人は喫煙室を嫌って別の客室に移る。
ラグビー駅に列車が到着したところで、駅員が一等車のドアが1つ空いていることに気付く。駅員が踏み込むと、喫煙室からは葉巻の男性が消えていた。また男女2人組の客室では、2人が消えていただけでなく、6つの時計を持った男が、心臓を撃ち抜かれて殺されていた。6つの時計はいずれも米国製だったことから、死亡した男性はアメリカ人だと推測される。
パーマー車掌の証言から、列車が線路の修理のため、時速8〜10マイルに速度を落とした区間があることが分かる。その区間の近くですり切れた聖書が見つかったほか、駅員の1人が、途中の停車駅で、誰にも気付かれずに別の客室に移ることも可能だったと証言する。
- ノーサンバランド通り：マッコイたちがカードで稼いでいた場所
- ユーストン駅：物語の始まり

この事件に対して、デイリー・ガゼット紙に高名な犯罪研究家が意見を寄せるが、実現不可能だったと判明する。
5年経ったある日、自説を寄せた高名な犯罪研究家宛に、ニューヨークから真相を明かす書簡が出される。書き手はジェームズと名乗り、自分が喫煙席の男だったこと、2人組が女装した彼の弟エドワードと、いかさま賭博師のスパロー・マッコイだったと明かす。父の死後堕落したエドワードは、カードでいかさま賭博を行うスパロー・マッコイと付き合うようになった。ある日エドワードが偽小切手を切ったことをきっかけに、ジェームズは彼を堅気に戻そうとし、知り合いの時計輸出商・ウィルスン老人に頼み込み、ロンドンの代理店をエドワードに任せることにする。ジェームズは、エドワードがロンドンに向かってすぐに、マッコイも英国へ向かい、再びいかさまカード賭博で稼いでいることを知る。エドワードの下宿の女将から、賭博がばれた2人の逃亡を知ったジェームズは、2人を追って列車に乗り込む。ジェームズはユーストン駅で、逃亡のため女装したエドワードとマッコイの2人連れにばったり遭遇するが、2人は彼に気付き別の客室へ移る。途中の停車駅で2人の客室へ移ったジェームズは、悪事をばらすと息巻くが、マッコイが彼に向けてとっさに撃った銃弾が、エドワードを殺してしまう。マッコイは列車の徐行した隙に飛び降り、ジェームズもそれを追う。落ち着いたジェームズはマッコイと話し合い、2人の悪事を隠すことを決める。書簡の結びには、発見された聖書は家族の記録でもあるので返してほしいとして、ニューヨークの図書館の住所が付記されていた。

## 登場人物
ジョン・パーマー
ユーストン駅発マンチェスター行列車の車掌。
発車直前に駅へと現れる男性
背が高く、50〜60代だが年の割に若々しい男性。丈の長いコートを着込んでいる。娘にも見える女性を連れている。マンチェスター行列車の一等車に乗るため、発車直前に駅へと現れる。正体は後述のスパロー・マッコイ。
発車直前に駅へと現れる女性
背が高くすらりとしていて、顔にヴェールを着けている。同伴の男性と父娘に見える。マンチェスター行列車の一等車に乗るため、発車直前に駅へと現れる。正体は後述のエドワード。
一等車の喫煙席にいる男
小柄でよく日焼けしており、一等車の喫煙席で葉巻を吸っている。年は見たところ34〜35歳。正体は後述のジェームズ。
時計だらけの男
男女2人連れのいた客室で、心臓を撃ち抜かれて殺されているところを見つけられる。ポケットから高価な時計が6つも見つかる。遺留品からアメリカ人だったことが推測される。正体は後述のエドワード。
ヴェイン警部
スコットランドヤードの警部。この事件の捜査にあたる。
ヘンダースン
鉄道会社の公安官で、この事件の調査にあたる。
高名な犯罪研究家
デイリー・ガゼット紙に、この事件について言説を載せる。
ジェームズ
エドワードの兄。ニューヨーク州ロチェスター出身。英国バッキンガムシャー出身の父が死んだ後、弟エドワードの面倒を見る。
エドワード
ジェームズの10歳年下の弟。父の死後自分の才覚を悪用して詐欺師になり、マッコイと親交を結ぶ。女装も得意だった。
スパロー・マッコイ
エドワードと親交を結ぶ。実際にはいかさま賭博師、偽札使いなどの元締め。
ジョー・ウィルスン
ジェームズと長い付き合いのある時計輸出商の老人。マッコイと縁を切り、堅気になったエドワードにロンドンの代理店を任せる。

## 背景・位置づけ
この作品は、ストランド・マガジン誌1898年7月号に掲載された。当時ドイルが同誌に連載していた『炉辺物語』の1つで、1908年に発行された同名の短編集（英: "Round the Fire Stories"）に収録された。挿絵はフランク・クレイグ（英: Frank Craig）が担当している。
ホームズが1893年に『最後の事件』で「葬られて」から5年後に発表された。また、正式なホームズシリーズ作品の続編『バスカヴィル家の犬』（1901年発表）に先行して発表されている。ホームズの登場は明言されないが、デイリー・ガゼット紙に、「この事件には大胆な仮説が必要だ」とする高名な犯罪研究家の言説が掲載されたとされ、このことからホームズシリーズの外典として扱われている。しかしこの事件の発生は1892年とされ、『最後の事件』後の大空白時代中の事件であるため、この犯罪研究家をホームズと同一視するには無理がある（ライヘンバッハの滝でのモリアーティ教授との対決は、1891年に設定されている）。
またマッコイはいかさまカード賭博師とされているが、ホームズが復活した『空き家の冒険』には、いかさまカードが露呈した犯人が、それを見抜いた相手を殺す筋書きが含まれている。

## 書誌情報
原文
-  Arthur Conan Doyle (英語), The Man with the Watches, ウィキソースより閲覧。

訳本
- 延原謙、大佛次郎、田中早苗 訳『ドイル全集 第8巻』改造社〈世界文學大全集〉。 NCID BB03866578。OCLC 834796708。全国書誌番号:47032732。
  - 復刻版：田中早苗、和氣律次郎、石田幸太郎、横溝正史 訳『最後の戦艦;伯父ベルナツク;愛の二重奏;炉辺物語』本の友社〈コナン・ドイル全集 第8巻〉、2006年3月。ISBN 4-89439-515-0。 NCID BA75757639。OCLC 675518617。全国書誌番号:20998374。
  - 訳題『時計を持った男』、訳者：横溝正史

- 延原謙 訳『ドイル傑作集(I) ―ミステリー編―』新潮文庫、1957年8月30日。ISBN 978-4-10-213411-5。OCLC 676611432。全国書誌番号:21230344、NCID BA80833736・NCID BN05140046。
  - 訳題『時計だらけの男』、訳者：延原謙

- 北原尚彦・西崎憲 編『ドイル傑作選Ⅰミステリー篇』翔泳社、1999年12月5日。ISBN 9784881357385。 NCID BA4540366X。OCLC 675697763。全国書誌番号:20020619。
  - 訳題『時計だらけの男』、訳者：北原尚彦

- 北原尚彦・西崎憲 編『まだらの紐』創元推理文庫〈ドイル傑作集 1〉、2004年7月23日。ISBN 4-488-10110-0。 NCID BA81974019。OCLC 674684106。全国書誌番号:20644195。
  - 訳題『時計だらけの男』、訳者：北原尚彦、挿絵収録、翔泳社版を再刊